# Spintronika
A spintronika egy új perspektivikus iparág. A spintronika a spin és az elektronika szavak összevonásából kialakított új szó, fogalom.
Régóta ismert tény, hogy az elektromos töltés mellett az elektron spinnel is rendelkezik. A kvantummechanika hajnalán – 1922-ben – a Stern–Gerlach-kísérlet bizonyította be a spin létezését.
A napjaink technikáját meghatározó elektronika iparág olyan eszközökön alapul, amelyekben csak az elektron töltését használják ki. Az utóbbi években azonban megjelentek újfajta, nanotechnológia felhasználásával készített eszközök is, amelyek működési elvét az elektron kétféle spinbeállási lehetősége biztosítja, megteremtve ezáltal egy új, perspektivikus iparág, a spintronika alapjait.

## Történet
A spintronika születése az óriás mágneses ellenállás (GMR, Giant MagnetoResistance) felfedezésétől számítható. Az óriás mágneses ellenállást 1988-ban fedezték fel, amiért Albert Fert (1938–) francia fizikus és Peter Grünberg (1939–2018) német fizikus 2007-ben fizikai Nobel-díjat kapott.
A GMR felfedezése katalizált sok egyéb, már korábban megindult, ma már spintronikainak nevezett egyéb kutatást is, illetve teljesen új spintronikai kutatási területek is megjelentek. Az előbbiekre példa az alagutazó mágneses ellenállás (angolul: tunnelling magnetoresistance = TMR) vizsgálata ferromágneses fém/szigetelő/ferromágneses fém (FM/szigetelő/FM) heterostruktúrákban, a spintranzisztor fejlesztése, a mágneses félvezetők kutatása. Az utóbbiakra példa a GMR-szerkezetek és félvezetők kombinálásából álló hibrid eszközök létrehozása vagy az áram indukálta átmágnesezési folyamatok vizsgálata. Mindezek tulajdonképpen egy spintronikai iparág megalapozását jelentik, az alagutazó mágneses ellenállásra alapozott mágneses (vagy igazából inkább magnetorezisztív) RAM-memóriák (MRAM) fejlesztése például már nagy intenzitással folyik világszerte.

## Spinszelep

Spinszelep

A GMR-jelenség érzékelőkben való sikeres alkalmazásához vezető úton az úgynevezett spinszelepszerkezet bevezetésével Parkin és munkatársai 1991-ben további lényeges javulást értek el a mágneses ellenállás karakterisztikában, amely lehetővé tette az elrendezés gyakorlati felhasználását.
Az ábrán egy háromrétegű, úgynevezett spinszelep látható. Szokták szendvicsszerkezetnek, vagy GMR-szerkezetnek is hívni. Az egész szerkezet mérete 30 nm nagyságrendű.
A FM = ferromágnes, NM = nem mágneses anyag, a nyilak oldalt mutatják a spinbeállást, a FM rétegben a nyilak a mágnesezettség irányát jelzik.
A spinszelep ellenállása a FM rétegek egymáshoz viszonyított mágnesezettségétől függ: az ellenállás sokkal nagyobb, ha a két FM réteg mágnesezettségének iránya ellentétes, mint amikor a két FM réteg mágnesezettségének iránya azonos. Az ellenállásváltozás spinfüggő szórási folyamatoknak köszönhető: ha az elektron spinje a FM mágnesezettségével ellentétes, akkor többet szóródik. Az ekvivalens kapcsolási rajz az ábrán alul látható.
A spinszelep alkalmas kis mágneses terek mérésére, érzékelésre, mivel a GMR-szerkezet ellenállása változik a külső mágneses tér hatására.

## Diszkolvasó fej
2003-tól a merevlemez-olvasó fejekben kizárólag spinszelep alapú eszköz található. Az IBM animációján követhető a korszerű merevlemez-olvasó fej működése. Korábban az író- és olvasófej elemei egy egységet képeztek. A GMR-hatás alkalmazásával a lemezen kódolt biteket megjelenítő mágneses jelek érzékelése hatékonyabbá vált, az író- és olvasófejek különváltak. Az írófej működése vékony rétegű induktív hatáson alapul, az olvasófej a GMR-hatáson alapuló mágneses ellenállás érzékelése alapján működik és ezáltal nagyobb bitsűrűség érhető el. Az olvasófejben lévő spinszelep alatt elhaladó – a bit értékének megfelelő – mágneses tartomány változtatja a spinszelep ellenállását, és ez áram méréssel elektromos jellé alakítható.

## MRAM

Az MRAM szerkezete

Az MRAM (Magnetic vagy Magnetoresistive RAM = mágneses (ellenállású) RAM) funkciójában hasonló a már régóta használatos RAM memóriákhoz. Az MRAM eszközökben az információ tárolása viszont nem az elektronok töltésén, hanem az elektronok spinbeállásán alapul. Az MRAM – hasonlóan a spinszelephez – két ferromágneses lemezből áll, amelyeket egy vékony, néhány atomnyi szigetelő réteg választ el. Az egyik réteg állandó mágnes (fixed vagy magnetic pinned layer), a másik ferromágneses réteg (magnetic free layer) mágneses momentuma változtatható. Ez a szerkezet egy bit tárolására alkalmas.
A két ferromágneses réteget elválasztó szigetelő réteg a mágneses alagúthatás (TMR=tunnelling magnetoresistance) alapján működik.
A MRAM több millió ilyen spinszelepből kialakított hálózatból épül fel.
A bit értékének kiolvasása a villamos ellenállás mérésén alapul. A kiválasztott cellát a csatlakozó tranzisztor látja el árammal. A mágneses alagúthatás miatt a cella ellenállása a két réteg mágneses tere szerint változhat. Az ellenállás által meghatározott áram mérése és a szabad réteg mágneses polaritása határozza meg a bit értékét. Ha a két réteg azonos polaritású, az „1”-nek felel meg, amikor az ellenállás nagyobb, akkor a bit értéke „0”.
Az MRAM nem-felejtő tároló, mivel a tápegység kikapcsolása után a rétegek mágneses polaritása, és így a tárolt információ is megmarad. 
A kereskedelemben 1990 óta kapható MRAM, de elterjedését jelenleg még akadályozza, hogy jóval magasabb az ára a hasonló kapacitású forgalomban lévő tárolókhoz képest. Egy olcsóbb MRAM fejlesztésén több kutatóhelyen is dolgoznak.

## Spintranzisztor
Először 1990-ben merült fel a gondolat egy mágneses alapon működő tranzisztor kifejlesztésére. A spintranzisztor működése is az elektronok kvantummechanikai tulajdonságán alapulna, azaz a spin fel- illetve lefele mutató polarizáltságán. Számos helyen kísérleteznek, kutatják a megoldást. Jelenleg nincs a kereskedelmi forgalomban lévő spintranzisztor.

## Távlatok
A GMR felfedezése a 90-es évek elején elindította a spintronikai fejlesztéseket.
Jelenleg az egyetlen nagy tömegben forgalomban lévő eszköz a merevlemezek olvasófejének spintronikai kialakítása. Minden forgalomban lévő számítógépben ez a megoldás található. Az MRAM jobbnak ígérkező paraméterei miatt intenzív fejlesztés folyik a jelenlegi memóriák kiváltásáért. A mágneses félvezetők kutatása számos megoldáshoz vezethet a GMR alapú szerkezeteknek a számítástechnikai eszközökben történő jövőbeni felhasználásához, amely által további miniatürizálás és kisebb fogyasztás érhető el.